# فهرست بازیگران زن مکزیکی
فهرست بازیگران زن مکزیکی (انگلیسی: List of Mexican actresses)، این فهرست دربرگیرنده بازیگران زن برجسته مکزیکی است که بر اساس حروف الفبای فارسی و نام خانوادگی مرتب شده‌اند.
این فهرست کامل نیست و به تدریج، لیست بازیگران تکمیل خواهد شد.

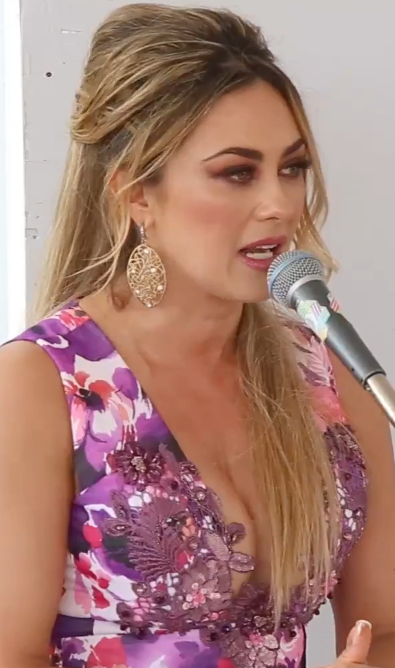
آراسلی آرامبولا در سال ۲۰۱۷

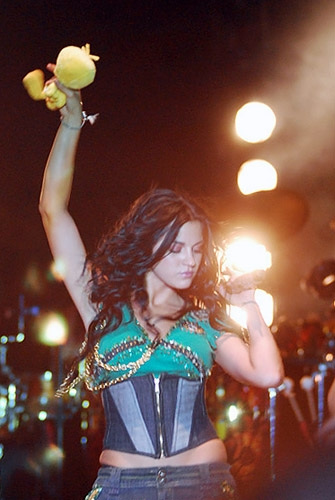
مایته پرونی

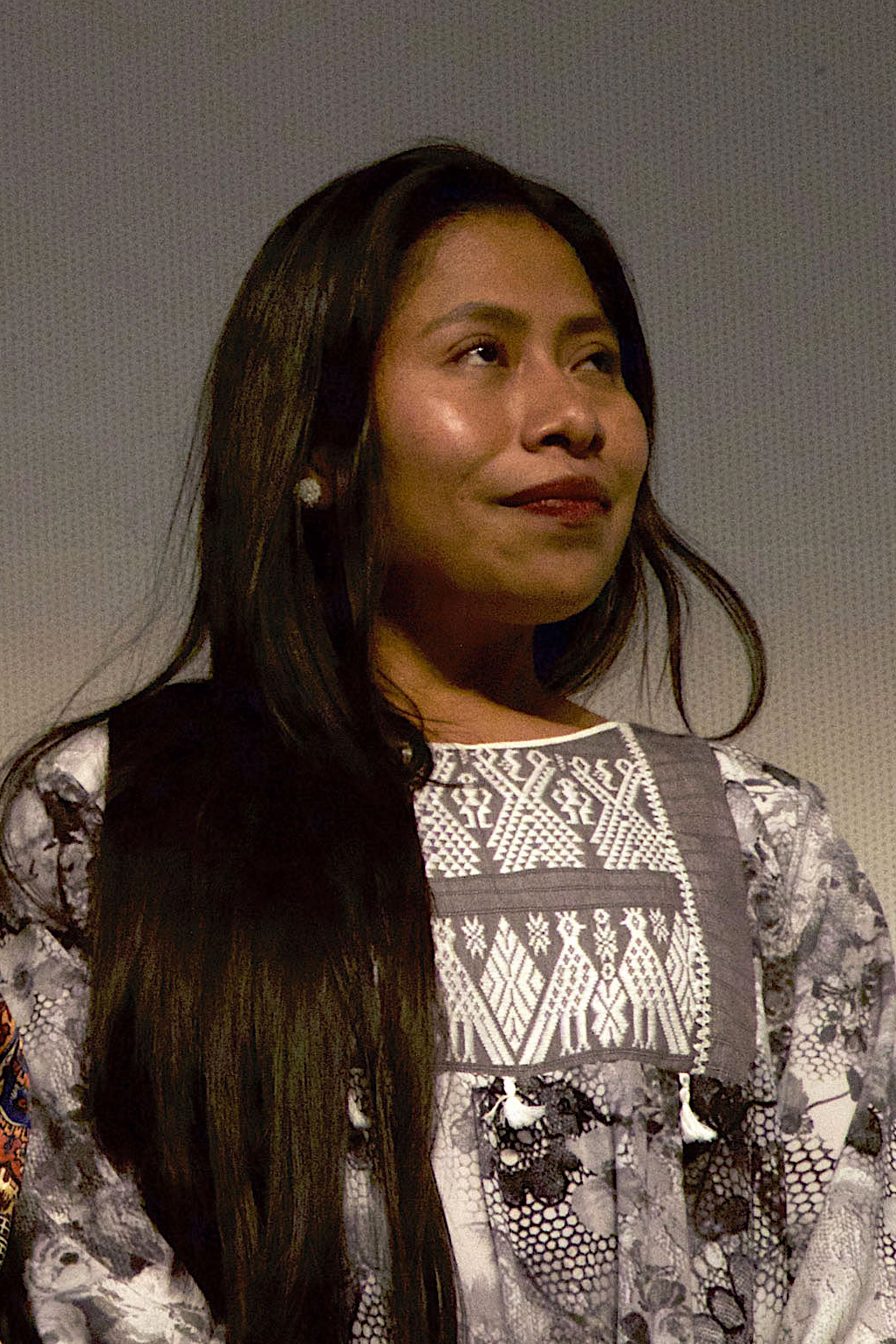
یالیتزا آپاریچیو

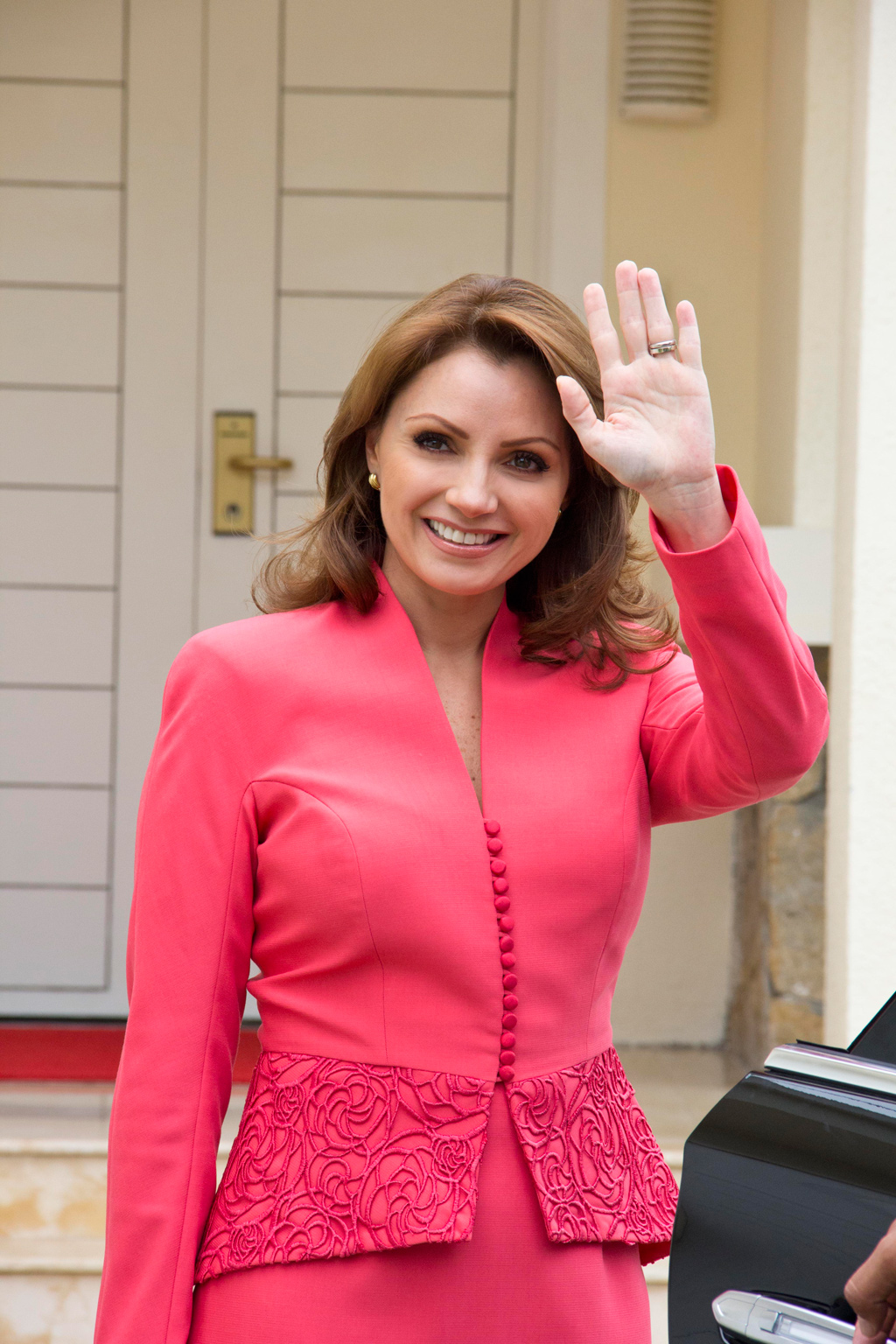
آنخلیکا ریورا

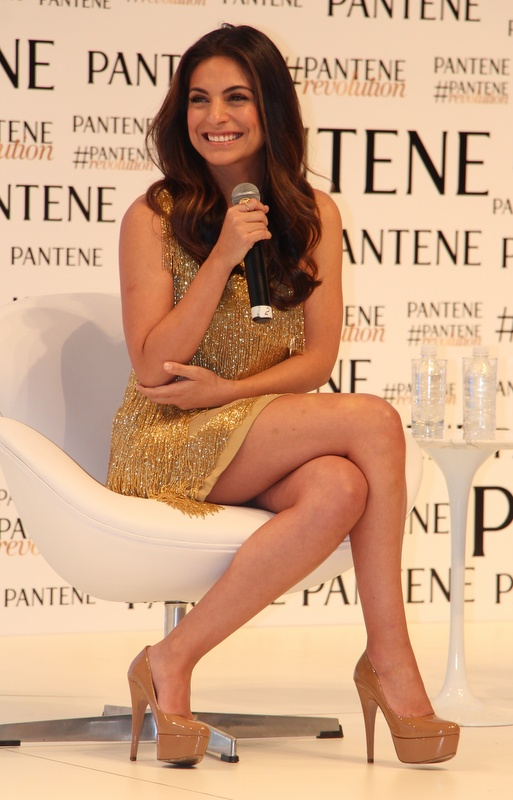
آنا برندا کونترراس

## آ
- شانتال آندره
- ژاکلین آندره
- یالیتزا آپاریچیو
- آنجلیکا آراگون
- آراسلی آرامبولا

## الف
- ژیزل ایچیه

## ب
- آنژلیک بویه
- جاکلین براکامونتاس
- دیانا براچو
- اریکا بوئنفیل
- ملیسا باررا

## پ
- دومینیکا پالتا
- لودویکا پالتا
- مایته پرونی
- سیلویا پاسکل

## ت
- تالیا
- آرلت تران

## ج
- آلتایر جربو

## د
- کیت دل کاستیلو
- کنسوئلو دووال

## ر
- آنخلیکا ریورا
- لورنا روخاس
- النا روخو
- ماریا روخو
- ویکتوریا روفو

## س
- کارمن سالیناس
- استفانی سیگمن
- ساشا سوکول
- سوفیا سیسنیگا

## ف
- ماریا فلیکس
- لورا فلورس

## ک
- ایران کاستیلو
- دانیلا کاسترو
- نینل کنده
- آنا برندا کونترراس
- ایتی کانتورال
- برونیکا کاسترو

## گ
- ادیت گونسالس
- ایزا گونزالس
- سوزانا گونزالس

## ل
- لوسرو
- کریمه لوزانو

## م
- آنا مارتین
- پاتریشیا مانترولا
- آنجلیکا ماریا
- لوسیا مندز
- گالیلئا مونتیخو
- مایلین میلانوا

## ن
- سیلویا ناوارو
- آدلا نوریگا
- لوپیتا نیونگو
- رناتا نوتنی

## و
- آنخلیکا واله
- زوریا وگا

## ه
- سلما هایک